# 伏羌縣
伏羌縣，中国古旧县名。
唐朝时改冀城县置，屬隴右道秦州，後沒吐蕃；宋朝改置伏羌城，屬陝西秦鳳路秦州；金朝因之，屬鳳翔路秦州。元朝时，復升縣，屬陝西省鞏昌府；明因之；清屬甘肅省鞏昌府；民國劃屬甘肅省渭川道，十七年（1928年）三月，改名甘谷縣。